# Studies in Avian Biology
Studies in Avian Biology est une série monographique à comité de lecture publiée par la Cooper Ornithological Society.  Cette collection monographique a été créée pour permettre la publication d'articles trop longs pour paraître dans The Condor.  Cette collection fait suite à Pacific Coast Avifauna publié de 1900 à 1974  (ISSN 0161-2913).